# Botola Pro 2015/16
In 2015/16 werd de 60ste editie van het Marokkaans voetbalkampioenschap gespeeld voor voetbalclubs uit Marokko. De competitie werd georganiseerd door de FRMF en werd gespeeld van 5 september 2015 tot 4 juni 2016. FUS Rabat werd kampioen.
De regerend landskampioen is Wydad Casablanca. IR Tanger werd in het seizoen 2014/15 kampioen van de Eerste divisie en keert daarmee na acht jaar terug naar de Botola Maroc Telecom. Daarnaast promoveert ook MC Oujda naar de hoogste Marokkaanse voetbalcompetitie. Chabab Atlas Khenifra en Ittihad Khémisset degradeerden beiden na één seizoen rechtstreeks weer naar de Eerste divisie.

## Teams
De volgende teams nemen deel aan de Botola Maroc Telecom tijdens het seizoen 2015/2016.
| Club                     | Plaats     | Trainer             | Stadion                    | Capaciteit | Hoofdsponsor | Shirtsponsor |
| ------------------------ | ---------- | ------------------- | -------------------------- | ---------- | ------------ | ------------ |
| Chabab Rif Al Hoceima    | Al Hoceima | Kamal Zouaghi       | Stade Mimoun Al Arsi       | 12.500     |              |              |
| Difaa El Jadida          | El Jadida  | Jamal Sellami       | Stade El Abdi              | 10.000     |              |              |
| FAR Rabat                | Rabat      | José Romão          | Stade Moulay Abdallah      | 65.000     | Joma Sport   |              |
| FUS Rabat                | Rabat      | Walid Regragui      | Stade de FUS               | 15.000     | Uhlsport     |              |
| Hassania Agadir          | Agadir     | Abdelhadi Sektioui  | Stade Adrar                | 48.480     | Uhlsport     | Afriquia     |
| IR Tanger                | Tanger     | Abdelhak Benchikha  | Stade Ibn Batouta          | 45.000     |              | Cavallix     |
| KAC Kenitra              | Kenitra    | Samir Yaich         | Stade Municipal            | 15.000     |              |              |
| Kawkab Marrakech         | Marrakech  | Hicham Dmii         | Stade de Marrakech         | 45.240     | Adidas       | Koutoubia    |
| Maghreb Fés              | Fés        | nnb                 | Complexe sportif de Fès    | 45.000     |              | Ingelec      |
| Mouloudia Oujda          | Oujda      | Azzedine Aït Djoudi | Stade d'honneur d'Oujda    | 30.000     |              |              |
| Moghreb Athletic Tétouan | Tétouan    | Sergio Lobera       | Stade Saniat Rmel          | 15.000     | King         | Abroun       |
| Olympique Khouribga      | Khouribga  | Ahmad Al Ajlani     | Complexe OCP               | 10.000     |              | OCP Group    |
| Olympique Safi           | Safi       | Aziz El Amri        | Stade El Massira           | 15.000     | Uhlsport     | OCP Group    |
| Raja Casablanca          | Casablanca | Rachid Taoussi      | Stade Mohammed V           | 67.000     | Adidas       | Hyundai      |
| RS Berkane               | Berkane    | Bertrand Marchand   | Stade Municipal de Berkane | 20.000     | Uhlsport     |              |
| Wydad Casablanca         | Casablanca | John Toshack        | Stade Mohammed V           | 67.000     | Adidas       | Ingelec      |

## Eindstand
| Plaats | Club                            | Wed. | W  | G  | V  | Saldo | Ptn. |
| ------ | ------------------------------- | ---- | -- | -- | -- | ----- | ---- |
| 1.     | FUS Rabat                       | 30   | 16 | 10 | 4  | 40-21 | 58   |
| 2.     | Wydad Casablanca                | 30   | 16 | 8  | 6  | 34-19 | 56   |
| 3.     | Ittihad Tanger                  | 30   | 14 | 8  | 8  | 36-23 | 50   |
| 4.     | FAR Rabat                       | 30   | 13 | 8  | 9  | 40-35 | 47   |
| 5.     | Raja Casablanca                 | 30   | 13 | 8  | 9  | 48-30 | 47   |
| 6.     | Moghreb Athletic Tétouan        | 30   | 12 | 7  | 11 | 34-43 | 43   |
| 7.     | Renaissance Sportive de Berkane | 30   | 10 | 13 | 7  | 24-19 | 43   |
| 8.     | Hassania Agadir                 | 30   | 11 | 8  | 11 | 44-46 | 41   |
| 9.     | Olympique Safi                  | 30   | 9  | 10 | 11 | 23-27 | 37   |
| 10.    | Chabab Rif Al Hoceima           | 30   | 10 | 6  | 14 | 27-34 | 36   |
| 11.    | KAC Kenitra                     | 30   | 10 | 5  | 15 | 26-37 | 35   |
| 12.    | Olympique Khouribga             | 30   | 9  | 7  | 14 | 26-35 | 34   |
| 13.    | Difaa El Jadida                 | 30   | 7  | 13 | 10 | 26-30 | 34   |
| 14.    | Kawkab Marrakech                | 30   | 7  | 9  | 14 | 23-30 | 30   |
| 15.    | MC Oujda                        | 30   | 7  | 8  | 15 | 26-41 | 29   |
| 16.    | Maghreb de Fès                  | 30   | 5  | 14 | 11 | 24-31 | 29   |

| Kleur | Kwalificatie voor                                       |
| ----- | ------------------------------------------------------- |
|       | Landskampioen, Hoofdtoernooi CAF Champions League       |
|       | Hoofdtoernooi CAF Champions League                      |
|       | voorronde CAF Confederation Cup                         |
|       | Coupe du Trône winnaar, voorronde CAF Confederation Cup |
|       | Degradatie naar de GNF 2                                |

### Kampioen
| Botola Maroc Telecom 2015/16  |
| Marokko                       |
| ----------------------------- |
| FUS RABAT Kampioen (1° titel) |